# Цыбко, Алексей Александрович
Алексей Александрович Цыбко (укр. Олексій Олександрович Цибко; 19 марта 1967, Смела — 31 марта 2022, Буча) — украинский регбист и спортивный функционер, президент Федерации регби Украины в 2003—2005 годах, городской голова Смелы в 2015—2018 годах. Мастер спорта СССР. Военнослужащий ВСУ, участник российско-украинской войны.

## Биография

### Игровая карьера
Мастер спорта СССР по метанию диска. Окончил Львовский государственный институт физической культуры и факультет международного права Львовского государственного университета. Выступал за подмосковный клуб ВВА, в составе которого стал бронзовым призёром чемпионата СССР в 1991 году.
В 1992—1994 годах Цыбко выступал в Германии за клуб «Лейпциг», признавался в 1993 году лучшим игроком чемпионата Германии. В 1994 году вернулся на Украину, где выступал до 2003 года за киевский клуб «Арго». С 1994 по 1996 годы он становился серебряным призёром чемпионата страны, а с 1997 по 2003 годы выигрывал титул чемпиона Украины. Прожил три года в Германии и один год в Лондоне.
С 1991 по 2003 годы Цыбко выступал за сборную Украины, сыграв за неё 40 матчей, и был её капитаном. В рейтинге лучших бомбардиров сборной по очкам он занимает 6-е место. В конце 2003 года Цыбко завершил свою игровую карьеру. Последний матч за сборную провёл 12 октября 2003 года против Германии (победа 6:3).

### Спортивный функционер
В декабре 2003 года Цыбко после завершения игровой карьеры был назначен президентом Федерации регби Украины, совмещая эту должность с работой президента киевского регбийного клуба «Арго». Он представлял украинскую делегацию в Париже на состоявшемся после недавнего чемпионата мира заседании Генеральной ассамблеи Европейской ассоциации регби. В 2004 году сборной Украины удалось выиграть розыгрыш Второго дивизиона Кубка европейских наций и квалифицироваться в Первый дивизион Кубка европейских наций. Вместе с тем, по словам Цыбко, вылетевшая из Первого дивизиона сборная Испании не хотела уступать своё место украинцам и даже намекала на необходимость переигровки нескольких матчей, в которых недосчиталась очков.
20 января 2005 года Федерация регби Украины вступила в конфликт с руководством стадиона «Спартак», которое требовало от федерации покинуть занимаемый в подтрибунном помещении стадиона офис. По словам Цыбко, за пять месяцев до этого умер бывший директор стадиона Попов, который поддерживал Федерацию регби Украины, а его преемник Николай Бритцов стал выдвигать федерации требования. Цыбко утверждал, что у Федерации попросту не будет инфраструктуры из-за выселения и у киевских команд попросту не останется стадионов для проведения матчей. 18 июня 2005 года на отчётно-выборной конференции президиума Федерации регби Украины работа президиума была признана неудовлетворительной, а Цыбко был отправлен в отставку.
В 2007 году он переехал в Смелу, где создал регбийный клуб «Смела» и стал его президентом: в школе клуба занималось более 300 детей. Школа была закрыта вскоре после Евромайдана в связи с урезанием финансирования. 13 декабря 2014 года участвовал в выборах президента Федерации регби Украины, однако проиграл Вячеславу Калитенко.

### Политическая карьера
Цыбко поддержал Евромайдан. В 2014 году Цыбко участвовал в выборах в Верховную Раду Украины VIII созыва, шёл от Гражданского движения Украины по списку № 22, однако не был избран. В 2014—2015 годах во время вооружённого конфликта в Донбассе Цыбко воевал в составе полка полиции «Днепр-1» вплоть до «Иловайского котла», по возвращении с фронта занялся ремонтом техники и сбором гуманитарной помощи для нужд военных. Также был соучредителем Ассоциации украино-тайского сотрудничества и учредителем организации «Батальонное братство», которая организовала в начале февраля 2015 года протесты против расформирования батальона «Айдар».
29 октября 2015 года Цыбко был избран городским головой Смелы, получив голоса 40 % избирателей. 1 марта 2016 года на заседании городского совета Смелы произошла драка с участием представителей движения «Правый сектор», после которой депутаты горсовета проголосовали за недоверие городскому голове. Цыбко заявил, что решение стало реакцией депутатов на массовые антикоррупционные проверки коммунальных предприятий города, в ходе которых были выявлены многочисленные нарушения. Он утверждал, что ему угрожали импичментом, если эти проверки не прекратятся. Цыбко проработал 100 дней после своего избрания, а после отставки подал апелляцию: решением Каменского суда первоначально он был восстановлен, однако 1 августа 2016 года Киевский административный апелляционный суд отменил его решение и снял мэра с поста. По заявлениям ряда изданий, в 2017 году Цыбко якобы помогал бывшему президенту Грузии и губернатору Одесской области Михаилу Саакашвили прорываться через украинско-польскую границу.
В 2018 году суд всё же восстановил Цыбко на посту мэра Смелы. По заявлению Цыбко, после встречи с лидером «Правого сектора» Дмитрием Ярошем он выяснил, что скандальную акцию устроили не люди Яроша, а представители движения «Правовой сектор»: поводом для скандалов стало решение Цыбко провести аудит. В дальнейшем Цыбко подвергался нападкам и обвинениям как в нарушении конституционных норм, так и в приглашении десяти советников, которые, по словам городского головы, работали только на безвозмездной основе и боролись против махинации (среди них был народный депутат Верховной рады Сергей Рудык).
В ноябре 2018 года из-за долгов перед компанией «Нафтогаз» случилась задержка перед началом отопительного сезона: 11 школ перешли на дистанционное обучение, закрылась городская больница. 12 ноября в городе было объявлено чрезвычайное положение, а группа городских жителей организовала митинг у здания Кабинета министров Украины. Министр регионального развития строительства и ЖКХ Украины Геннадий Зубко возложил вину в сложившейся ситуации на мэра Смелы, который нерационально распределил средства, выделив больше денег на выплаты премий работникам горсовета, а не на выплату долга за отопление. Сам Цыбко обвинил в срыве отопительного сезона компанию «Энергоинвест», у которой образовались долги перед поставщиками газа. 14 ноября градоначальник пытался обратиться к премьер-министру Владимиру Гройсману за помощью, но тот лишь пригрозил отправить в отставку градоначальника. В тот же день он заявил, что его не пускают на заседание кабинета министров Украины.
Вечером 15 ноября после вмешательства президента Украины Петра Порошенко и его прямого распоряжения теплоснабжение в городе было всё же запущено: Порошенко приказал это сделать под свою ответственность. Но позже Цыбко опять был отправлен в отставку с поста городского головы Смелы. В 2019 году он повторно избирался в Верховную Раду Украины IX созыва по 198-му мажоритарному округу от Черкасской области как самовыдвиженец, однако снова не был избран.

### Смерть
Погиб 31 марта 2022 года в боях под Бучей, согласно официальной формулировке, «во время выполнения боевого задания».

## Личная жизнь
Воспитал дочь.